# Гошівська сільська рада (Долинський район)
| Гошівська сільська рада — орган місцевого самоврядування у Долинському районі Івано-Франківської області з адміністративним центром у с. Гошів. Водоймища на території, підпорядкованій даній раді: річка Свіча, річка Лужанка. Сільській раді підпорядковані населені пункти: - с. Гошів |

## Склад ради
Рада складається з 15 депутатів та голови.

### Керівний склад ради
| ПІБ                      | Основні відомості                                                                                       | Дата обрання | Дата звільнення |
| ------------------------ | --- | ------------ | --------------- |
| Димид Богдан Миколайович | Сільський голова, 1958 року народження, освіта, безпартійний                                            | 26.03.2006   | 31.10.2010      |
| Яремко Віра Михайлівна   | Сільський голова, 1961 року народження, освіта середня загальна, Всеукраїнське об'єднання 'Батьківщина' | 31.10.2010   |                 |

Примітка: таблиця складена за даними джерела